# Барышевский сельсовет
Барышевский сельсовет — сельское поселение в Новосибирском районе Новосибирской области Российской Федерации.
Административный центр — село Барышево.

## История
Статус и границы сельского поселения установлены Законом Новосибирской области от 2 июня 2004 года № 200-ОЗ «О статусе и границах муниципальных образований Новосибирской области»

## Население
| 2002    | 2010    | 2012    | 2013    | 2014    | 2015    | 2016    |
| ------- | ------- | ------- | ------- | ------- | ------- | ------- |
| 9463    | ↗9988   | ↗10 094 | ↗10 300 | ↗10 425 | ↗10 760 | ↗11 137 |
| 2017    | 2018    | 2019    | 2020    | 2021    |         |         |
| ↗11 519 | ↗11 539 | ↗11 661 | ↘11 352 | ↗12 137 |         |         |

## Состав сельского поселения
| № | Населённый пункт | Тип населённого пункта       | Население |
| - | ---------------- | ---------------------------- | --------- |
| 1 | Барышево         | село, административный центр | ↗5547     |
| 2 | Двуречье         | посёлок                      | ↗2957     |
| 3 | Издревая         | железнодорожная станция      | ↘697      |
| 4 | Каинская Заимка  | посёлок                      | ↗303      |
| 5 | Каменушка        | посёлок                      | ↘83       |
| 6 | Ключи            | посёлок                      | ↗10       |
| 7 | Крахаль          | железнодорожная станция      | ↘636      |
| 8 | Ложок            | посёлок                      | ↗66       |
| 9 | Шадриха          | посёлок                      | ↗41       |